# Balfour Oliphant Hutchison
Sir Balfour Oliphant Hutchison, britanski general, * 12. februar 1889, Kirkcaldy, Škotska, † 26. april 1967, Suffolk, Anglija.